# Viola kamibayashii
Viola kamibayashii är en violväxtart som beskrevs av Takenoshin Nakai. Viola kamibayashii ingår i släktet violer, och familjen violväxter. Inga underarter finns listade i Catalogue of Life.